# My Mummy's Dead
My Mummy's Dead è un brano musicale di John Lennon pubblicato come traccia finale dell'LP John Lennon/Plastic Ono Band (1970).

## Il brano

### Storia e composizione
John Lennon era nato il 9 ottobre 1940 da Julia Stanley; il padre, Alfred Lennon, marinaio di contrabbando, era separato da Julia, e rimase lontano dal futuro chitarrista sin dai suoi primi giorni, prima di rispuntare in piena Beatlemania. Intorno ai dieci anni, si trasferì da sua zia Mimi, poiché il nuovo fidanzato della madre, John Dykins, si rifiuta di tenerlo in casa; solo nell'estate 1955 Julia iniziò a riavvicinarsi al figlio, ma, improvvisamente, il 15 luglio 1958, Julia venne investita da un poliziotto: il figlio iniziò ad avere comportamenti molto aggressivi di fronte a quella che in seguito descrisse come l'episodio peggiore della sua vita.
Lennon, circa My Mummy's Dead, affermò che era un brano scritto di getto, senza pensare al soggetto, che spunta da fuori; l'ex-beatle ha detto di considerare le canzoni di questa tipologia le migliori. L'autore di questo pezzo ha dichiarato che si tratta quasi di un haiku, una tipologia di poesia che John aveva scoperto grazie alla moglie Yōko Ono; la melodia di questa traccia ricorda molto quella di Three Blind Mice. Pubblicato dopo quattro mesi della terapia psicologica primal scream del dottor Arthur Janov, nel corso dei quali Lennon affrontò i problemi della sua primissima infanzia, John Lennon/Plastic Ono Band tratta del decesso della madre anche su Mother, oltre ad accennare all'abbandono del padre
.

### Registrazione
Registrata in sole due takes da John Lennon, My Mummy's Death è una canzone di 49 secondi, caratterizzata da una voce inespressiva del suo autore, il quale è l'unico che suona sul pezzo. Uno dei due nastri venne utilizzato per John Lennon/Plastic Ono Band (1970), mentre quello scartato venne riesumato per la pubblicazione su Acoustic (2004). La registrazione, avvenuta a Bel Air, California, dove sorgeva la clinica del dottor Janov, è molto casalinga, e si tratta di una pessima incisione monofonica.

### Pubblicazione ed accoglienza
Brano di chiusura di John Lennon/Plastic Ono Band, 33 giri pubblicato l'11 dicembre 1970, è preceduto da God, nel quale John Lennon dichiarava che il sogno dei Beatles era definitivamente finito; questa posizione ha fatto considerare la traccia un post-scriptum. La BBC ha affermato che la canzone, un'incisione "di bassa qualità", offre agli ascoltatori un'immagine speculare; Sputnikmusic ha affermato che My Mummy's Dead smorza di cento volte Mother.

## Formazione
- John Lennon: voce, chitarra elettrica[1]